# 丈八庙乡
丈八庙乡是山西省长治市屯留县一个已合并的乡。
1961年设丈八庙公社，1984年置乡。位于县境西部，距县府25公里。面积70平方公里，人口0.7万，309国道过境。辖丈八庙、牛王庙、李家庄、五龙沟、苗桥、陈廾、白家沟、双泽、半坡、雁落坪、宜丰11个村委会。农业主产玉米、小麦、谷子，盛产水果。2000年，屯留县撤并乡镇。12月，张店镇与丈八庙乡、八泉乡、宜林乡合并为新的张店镇。